# Robin Thiesmeyer
Robin Thiesmeyer (* 1979 in Bonn) ist ein deutscher Cartoonist, Autor und Texter. Unter dem Pseudonym meta bene wurde er mit seinen minimalistischen Zeichnungen, die an japanische Tuschmalerei erinnern, über die sozialen Medien bekannt.

## Leben
Thiesmeyer studierte an der Rheinischen Friedrich-Wilhelms-Universität Bonn Philosophie, Politikwissenschaften und Geschichte. Kreatives Schreiben und Kulturjournalismus studierte er an der Universität Hildesheim. Von 2017 bis 2021 war er wissenschaftlicher Mitarbeiter an der Universität der Künste Berlin. Als Vater von zwei Kindern lebt er in Berlin.

## Zeichnerisches Werk
Seit 2013 zeichnet Thiesmeyer unter seinem Pseudonym Tusche-Miniaturen über eine sprechende Strichtierwelt, die er auf Anregung seines ehemaligen Lehrers Stephan Porombka zunächst auf Twitter veröffentlichte. Er sagt über die minimalistische Art seiner kalligrafischen Zeichnungen: „Eigentlich ist das alles abstraktes Viehzeug, das immer dieselben Bewegungen macht. Ich dreh nur den Schwung hin und her“. Seine nachdenklichen, sarkastischen, distanzierten oder melancholischen Tiere stellen philosophische und naive Fragen, finden überraschende Antworten, kommentieren Alltagssituationen, verdrehen Redewendungen, machen Scherze und denken über sich selbst oder den Sinn des Lebens nach: „Ich will mit Sprache so spielen, dass es Spaß macht, Sachen ausdrücken, die mit dem Kopf was machen, aber so, dass man es nach Feierabend versteht“. Da die „Viecher“ kein Gesicht haben, beschränkt sich ihr Ausdruck auf Körpersprache, Ausrichtung und Gruppenkonstellation. Ausgehend von einer Schabe, die meist in Schwärmen auftritt und zum Logo des Künstlers wurde, lässt meta bene Vögel, Pinguine, „existentialistische Fische und Schnecken, deprimierte Antilopen und herzliche Käfer“ sprechen, denken und philosophieren.
2016 zeichnete meta bene für Zeit Online in der Rubrik Freitext eine wöchentliche Comic-Kolumne unter dem Titel „Viecher über …“. Im selben Jahr erschien sein erster Bildband Es gibt mehr Sterne als Idioten. 2017 zeigte das Bert-Brecht-Haus in Oberhausen eine Auswahl seiner Arbeiten, die Thiesmeyer selbst als „Pseudo-Zen“ bezeichnet, in einer Einzelausstellung.
Seit 2023 erscheinen die Cartoons regelmäßig in der Wochenzeitung Die Zeit im Ressort „Entdecken“ als Cartoon-Kolumne.

## Publikationen
- Die Hasenfarm. In: 14. open mike. Internationaler Wettbewerb junger deutschsprachiger Literatur der Literaturwerkstatt Berlin. Allitera Verlag, München 2006.
- Mick der Fisch. In: BELLA triste. Nr. 20, 2008, ISSN 1618-1727.
- Unter Wasser atmen. In: Dirk von Gehlen, Annabel Dilling (Hrsg.): Von A nach B plus X. Geschichten von der Rückbank. Berliner Taschenbuch Verlag, Berlin 2008, ISBN 978-3-596-03456-7.
- Nowhere Man. In: Kristof Magnusson (Hrsg.): Dänen lügen nicht. Kuriose Geschichten aus Skandinavien. Piper, München, Zürich 2010, ISBN 978-3-492-25916-3.
- Wer weiß, wo die Welt aufhört. In: Klaus Wowereit, Franziska Richter (Hrsg.): Ich wär’ gern einer von uns. Geschichten übers Ein- und Aufsteigen. Dietz, Bonn 2011, ISBN 978-3-8012-0409-9, S. 25 ff.
- Der Torso. In: BELLA triste. Nr. 36, 2013, ISSN 1618-1727.
- Der Hallimasch. Erzählung. Kindle Singles, 2014.
- Was macht Werbung … Robin Thiesmeyer? Interview. In: Hans-Otto Hügel, Jan Schönfelder (Hrsg.): Grenzen der Kunst. Autonomie der Werbung. Begleitbuch zur Ausstellung des Fachbereichs Kulturwissenschaften und ästhetische Kommunikation an der Universität Hildesheim. Universitätsverlag, Hildesheim 2014, ISBN 978-3-934105-44-7, S. 41 ff.
- META BENE: Es gibt mehr Sterne als Idioten. Fischer, Frankfurt am Main 2016, ISBN 978-3-596-03456-7.
- META BENE: Hirne waschen und ab ins Bett. Lappan, 2020, ISBN 978-3-8303-3602-0.
- META BENE: Wolfgang – oder was es heißt, ein Fuchs zu sein. Lappan, 2022, ISBN 978-3-8303-6391-0
- META BENE: Ich dache, Liebe sei ein Gefühl. Dabei sind es tausende, 2023, ISBN 978-3-8303-3659-4
- META BENE: Alles muss man selber denken – Philosophieren mit Tieren, 2024, ISBN 978-3-8303-3673-0